# Martin Ďurinda
Martin Ďurinda (Bratislava, 8 november 1961) is een Slowaaks zanger.

## Biografie
Ďurinda leerde op jonge leeftijd piano en gitaar spelen. In 1982 ging hij farmacie studeren aan de Comeniusuniversiteit Bratislava. Daar leerde hij Juraj Černý en Pavol Horváth kennen, met wie hij de band Tublatanka zou oprichten. Hij vertegenwoordigde Slowakije op het Eurovisiesongfestival 1994 in Dublin, Ierland. Het was het debuut van Slowakije op het liedjesfestival. Met Nekonečná pieseň eindigde hij op een teleurstellende negentiende plek.
1994: Martin Ďurinda & Tublatanka · 
1996: Marcel Palonder · 
1998: Katarína Hasprová · 
2009: Kamil Mikulčík & Nela Pocisková · 
2010: Kristína Peláková · 
2011: TWiiNS · 
2012: Max Jason Mai
- Nationale Bibliotheek van Tsjechië: mzk2009521906
- Virtual International Authority File: 91213065